# Pseudohydromys
Pseudohydromys és un gènere de rosegadors de la subfamília Murinae que viuen a les muntanyes de Nova Guinea. Els seus parents més propers probablement són Leptomys i Xeromys, amb els quals forma la divisió Xeromys.
Tot i que algunes espècies del gènere es classificaren en altres gèneres fins al 2005, s'assemblen molt. Es tracta de ratolins petits i semblants a musaranyes que s'alimenten d'insectes. Tenen el pelatge espès i semblant al vellut i viuen a les selves de muntanya. Tenen el crani molt similar i manquen de tercer queixal. La llargada corporal és d'entre 70 i 104 mm, la llargada de la cua d'entre 78 i 107 mm, la llargada dels peus posteriors d'entre 17,9 i 22,7 mm, la llargada de les orelles d'entre 9 i 12,7 mm i el pes d'entre 13 i 29,5 grams.

## Taxonomia
- Pseudohydromys berniceae
- Pseudohydromys carlae
- Pseudohydromys eleanorae
- Pseudohydromys ellermani
- Pseudohydromys fuscus
- Pseudohydromys germani
- Pseudohydromys murinus
- Pseudohydromys musseri
- Pseudohydromys occidentalis
- Pseudohydromys patriciae
- Pseudohydromys pumehanae
- Pseudohydromys sandrae